# Elisha Kent Kane

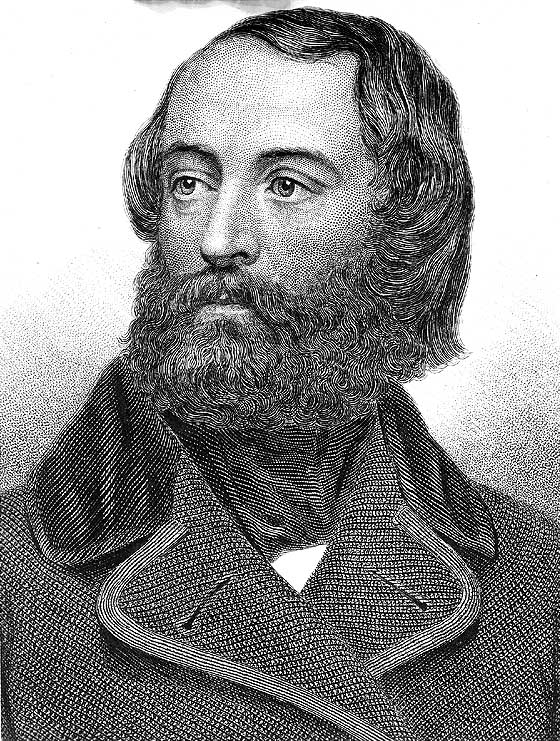
Elisha Kent Kane.

Elisha Kent Kane, född 3 februari 1820 i Philadelphia, Pennsylvania, död 16 februari 1857 i Havanna, Kuba, var en amerikansk upptäcktsresande.
Kane reste 1844 som den amerikanska beskickningens läkare till Kina och besökte i vetenskapligt intresse Filippinerna, Ceylon, Ostindien, Egypten och västra Afrika. Efter återkomsten till Amerika deltog han i det mexikanska kriget 1847, var därefter anställd vid kustuppmätningen utmed Mexikanska golfen och åtföljde 1850-1852, som läkare och naturforskare, den av Henry Grinnell i New York utrustade expeditionen till det arktiska Amerika för uppsökande av John Franklin. Åren 1853-1855 ledde Kane själv en nordpolsexpedition, där han trodde sig ha funnit det öppna polarhavet, vilket därefter länge spökade i en mängd polarfarares och geografers hjärnor. Resultaten av sina forskningar presenterade han i The United states Grinnell expedition. (1854) och Arctic explorations: The second Grinnell expedition in search of sir John Franklin, 1853-55 (2 band, 1857).

### Fotnoter
1. ↑  ”The U.S. Grinnell Expedition in Search of Sir John Franklin: a Personal Narrative”. World Digital Library. 25 februari 1854. http://www.wdl.org/en/item/7308/. Läst 2 oktober 2013.